# Ixtapaluca
Ixtapaluca egy város Mexikó México államának keleti részén, a mexikóvárosi agglomerációban. 2010-ben lakossága meghaladta a 322 000 főt.

## Földrajz

### Fekvése
A település a Vulkáni-kereszthegység területén, Mexikóvárostól keletre–délkeletre terül el egy viszonylag sík területen a tenger szintje felett körülbelül 2250 méterrel. Délnyugaton összeépült Xico városával, ugyanitt a városhatár közelében emelkedik a körülbelül 200 méteres relatív magasságú Cerro del Elefante nevű magányos hegy. Északon az utcák a Cerro del Pino csúcs lejtőire kúsznak fel. A várost környékező, nem beépített területek nagy része mezőgazdasági hasznosítás alatt áll, kisebb területen rétek, legelők fekszenek.

### Éghajlat
A város éghajlata meleg, de nem forró, nyáron és ősz elején csapadékos. Minden hónapban mértek már legalább 27 °C-os meleget, de a rekord csak a 35 °C-ot érte el. Az átlagos hőmérsékletek a januári 12,7 és a májusi 18,2 fok között váltakoznak, novembertől márciusig fagyok is előfordulnak. Az évi átlagosan 633 mm csapadék időbeli eloszlása nagyon egyenetlen: a júniustól szeptemberig tartó 4 hónapos időszak alatt hull az éves mennyiség közel háromnegyede.
| Hónap                                   | Jan. | Feb. | Már. | Ápr. | Máj. | Jún. | Júl. | Aug. | Szep. | Okt. | Nov.  | Dec. | Év    |
| --------------------------------------- | ---- | ---- | ---- | ---- | ---- | ---- | ---- | ---- | ----- | ---- | ----- | ---- | ----- |
| Rekord max. hőmérséklet (°C)            | 27,5 | 29,0 | 35,0 | 33,0 | 32,5 | 34,5 | 29,5 | 29,0 | 31,5  | 35,0 | 28,5  | 27,5 | 35,0  |
| Átlagos max. hőmérséklet (°C)           | 22,7 | 24,0 | 25,7 | 27,0 | 26,7 | 25,2 | 24,2 | 24,7 | 24,3  | 24,1 | 23,8  | 23,1 | 24,6  |
| Átlaghőmérséklet (°C)                   | 12,7 | 14,3 | 16,0 | 17,7 | 18,2 | 18,0 | 17,2 | 17,3 | 17,1  | 16,1 | 14,0  | 13,1 | 16,0  |
| Átlagos min. hőmérséklet (°C)           | 2,7  | 4,7  | 6,3  | 8,3  | 9,6  | 10,8 | 10,2 | 9,9  | 9,9   | 8,2  | 4,1   | 3,1  | 7,3   |
| Rekord min. hőmérséklet (°C)            | −6,0 | −4,5 | −9,0 | 3,0  | 4,0  | 5,0  | 6,5  | 5,5  | 5,0   | 1,0  | −11,5 | −6,0 | −11,5 |
| Átl. csapadékmennyiség (mm)             | 7    | 6    | 13   | 28   | 51   | 115  | 134  | 123  | 97    | 46   | 10    | 3    | 633   |
| Forrás: Servicio Meteorológico Nacional |      |      |      |      |      |      |      |      |       |      |       |      |       |

## Népesség
A település népessége a közelmúltban folyamatosan és igen gyorsan növekedett:
| Év   | Lakosság |
| ---- | -------- |
| 1990 | 115 711  |
| 1995 | 153 138  |
| 2000 | 235 827  |
| 2005 | 290 076  |
| 2010 | 322 271  |

## Története
A település neve a navatl nyelvű Iztapayucan szóból ered, amely a „só” jelentésű iztatl, a „nedvesítés” jelentésű pallutl vagy pallotl és a helynévképző can összetétele, így a teljes városnév valami olyasmit jelenthet, hogy „a hely, ahol a só nedves(edik)”.
A területen az első emberi letelepülésre utaló nyomok i. e. 1100 körülről származnak. Később, amikor Texcoco alapítójának Ixtlixóchitl nevű fia kinevezte utódát és örökösét, 11 falut, köztük Ixtapalucát adományozta neki, majd amikor a tepanékok Texcoco felé vonultak, hogy elfoglalják, vereséget mértek Ixtlixóchitlra is. Az első spanyolok, méghozzá hittérítők, 1527-ben érkeztek a területre, majd 1531-ben megalapították a hamarosan nagy fontosságra szert tett ixtapalucai plébániát. 1543-ban a település Juan de Cuéllar bizománya volt, az alkirály pedig adóként 80 naponta 15 carga (60 fanega) ruhát, 10 naponta két tyúkot, valamint fél fanega kukoricát, fát, szenet, tojást és fenyőt kért adóul a lakóktól, valamint négy indiánt, akik az állatokra ügyelnek és ötöt, akik a kukoricatermesztésben vesznek részt. 1552-ben újból megadóztatták őket, ezúttal szántóföldi termények mellett 200 aranyat és 100 tyúkot kértek tőlük.
Ixtapaluca, mint község 1820-ban jött létre. A 19. század végén a környező földek haciendáin jelentős mennyiségben termeltek kukoricát, babot, lucernát, tököt és agávét, a település azonban lassan növekedett, még 1950-ben is csak 1589-en lakták.

## Turizmus, látnivalók

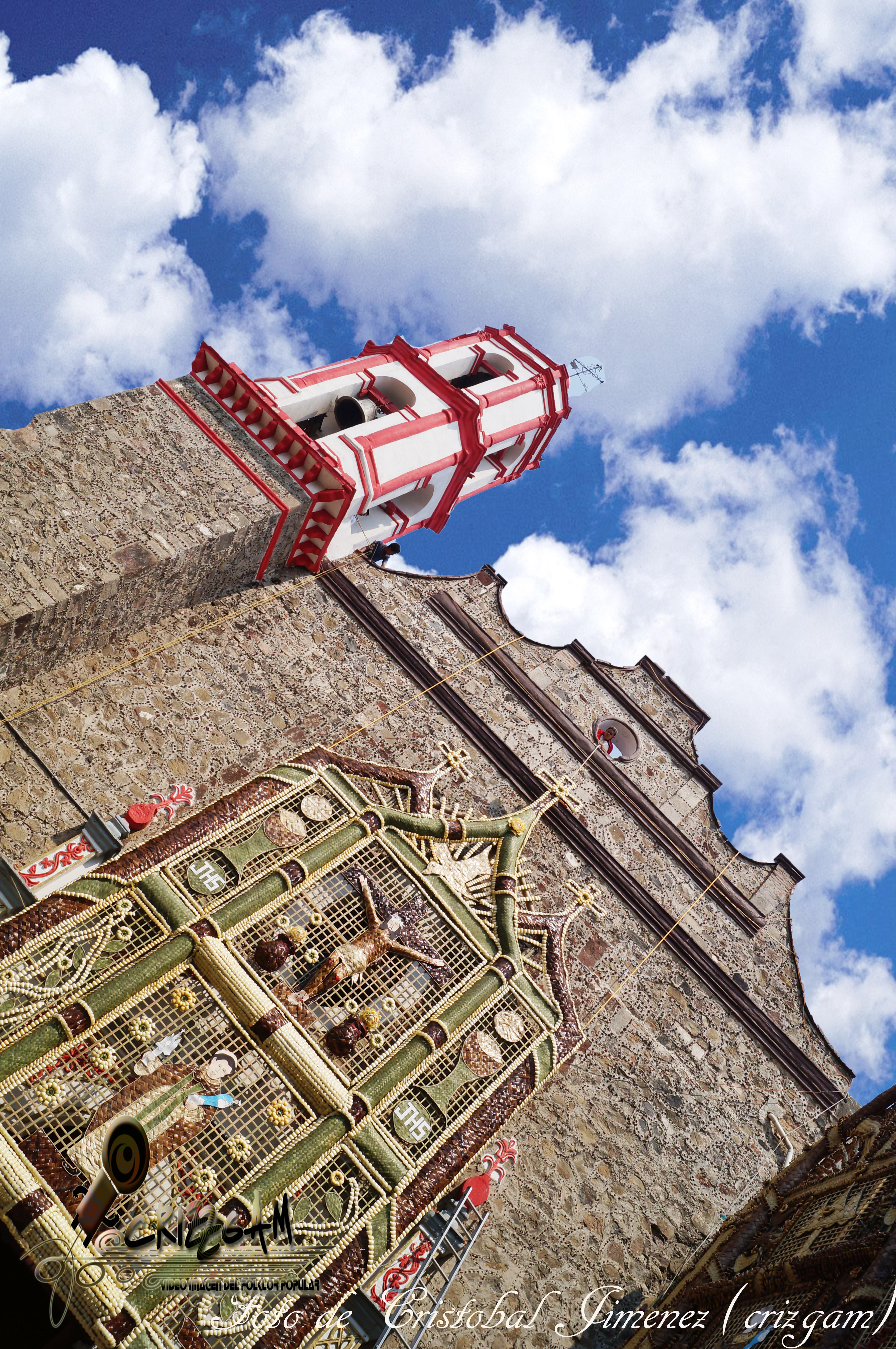
A Szent Jácint-templom

A város nem jelentős turisztikai célpont, elsősorban lakóterületek jellemzik. A község területén található viszont több régészeti lelőhely is: Tlapacoya, ahol fontos szertartási központ volt (ma múzeum) és Acozac, ahol részben már megsemmisült épületek, köztük egy piramis alapzata és egy labdajátékpálya láthatók. A község központi parkjában Miguel Hidalgo függetlenségi harcos mellszobrán kívül Telésforo Roldan Yañez tanár emlékműve tekinthető meg. A város legfontosabb műemléke a 16. századi Szent Jácint-plébániatemplom.